# Juan Manuel Bordeu
Juan Manuel Bordeu (1934. január 28. – Buenos Aires, 1990. november 24.) argentin autóversenyző.

## Pályafutása
1961-ben jelen volt a Formula–1-es világbajnokság francia versenyén. Bordeu csak az edzéseken szerepelt, ugyanis a futamon autóját Lucien Bianchi vezette.
1966-ban megnyerte a neves argentin túraautó-bajnokságot a Turismo Carreterat.

## Eredményei

### Teljes Formula–1-es eredménylistája
(Táblázat értelmezése)

(Félkövér: pole-pozícióból indult; dőlt: leggyorsabb kört futott) 

| Év   | Csapat                   | Modell      | Motor             | 1   | 2   | 3   | 4      | 5   | 6   | 7   | 8   | Helyezés | Pont |
| ---- | ------------------------ | ----------- | ----------------- | --- | --- | --- | ------ | --- | --- | --- | --- | -------- | ---- |
| 1961 | UDT Laystall Racing Team | Lotus 18/21 | Climax Straight-4 | MON | NED | BEL | FRA Ni | GBR | GER | ITA | USA | -        | 0    |

## Külső hivatkozások
- Profilja a statsf1.com honlapon (angolul)

1. ↑  Find a Grave (angol nyelven). Find a Grave . (Hozzáférés: 2017. október 9.)